# Benassi Bros.
Benassi Bros. – włoski duet wykonujący muzykę elektroniczną z gatunków takich jak electro house i electroclash. W skład grupy wchodzi Benny Benassi oraz Alle Benassi. Wbrew nazwie nie są oni braćmi, lecz kuzynami.
Kuzyni rozpoczęli współpracę w ich rodzinnym Mediolanie już w późnych latach 80. minionego wieku. W połowie lat 90. dołączyli do kolektywu producenckiego Off Limits kierowanego przez Larry’ego Pignagnoliego. Uczestniczyli wówczas w wielu projektach muzycznych (m.in. współpraca z Whigfield, J.K. i Ally & Jo).

## Dyskografia

### Albumy studyjne
| Albumy studyjne | Albumy studyjne | Albumy studyjne                                                                                   | Albumy studyjne                                                                                     |
| --------------- | --------------- | ------------------------------------------------------------------------------------------------- | --------------------------------------------------------------------------------------------------- |
| 1.              | Benassi Bros.   | Pumphonia - Album studyjny - Data: 2004 - Label: D:vision - Długość: 56:43 - Liczba utworów: 12   | Single - Don't Touch Too Much - I Love My Sex - Illusion - Rumenian - Hit My Heart - Memory of Love |
| 2.              | Benassi Bros.   | ...Phobia - Album studyjny - Data: 2005 - Label: D:vision - Długość: 1:07:10 - Liczba utworów: 12 | Single - Make Me Feel - Every Single Day - Rocket in the Sky - Feel Alive                           |

### Single
| Lp. | Data | Utwór                | Album                |
| --- | ---- | -------------------- | -------------------- |
| 1.  | 2002 | Don't Touch Too Much | Hypnotica, Pumphonia |
| 2.  | 2003 | I Love My Sex        | Hypnotica, Pumphonia |
| 3.  | 2003 | Illusion             | Pumphonia            |
| 4.  | 2004 | Hit My Heart         | Pumphonia            |
| 5.  | 2004 | Memory of Love       | Pumphonia            |
| 6.  | 2005 | Make Me Feel         | ...Phobia            |
| 7.  | 2005 | Every Single Day     | ...Phobia            |
| 8.  | 2005 | Rocket in the Sky    | ...Phobia            |
| 9.  | 2006 | Feel Alive           | ...Phobia            |

### Kompilacje
| Lp. | Tytuł                 | Data      |
| --- | --------------------- | --------- |
| 1.  | Best of Benassi Bros. | 2005/2006 |